# Gözleme

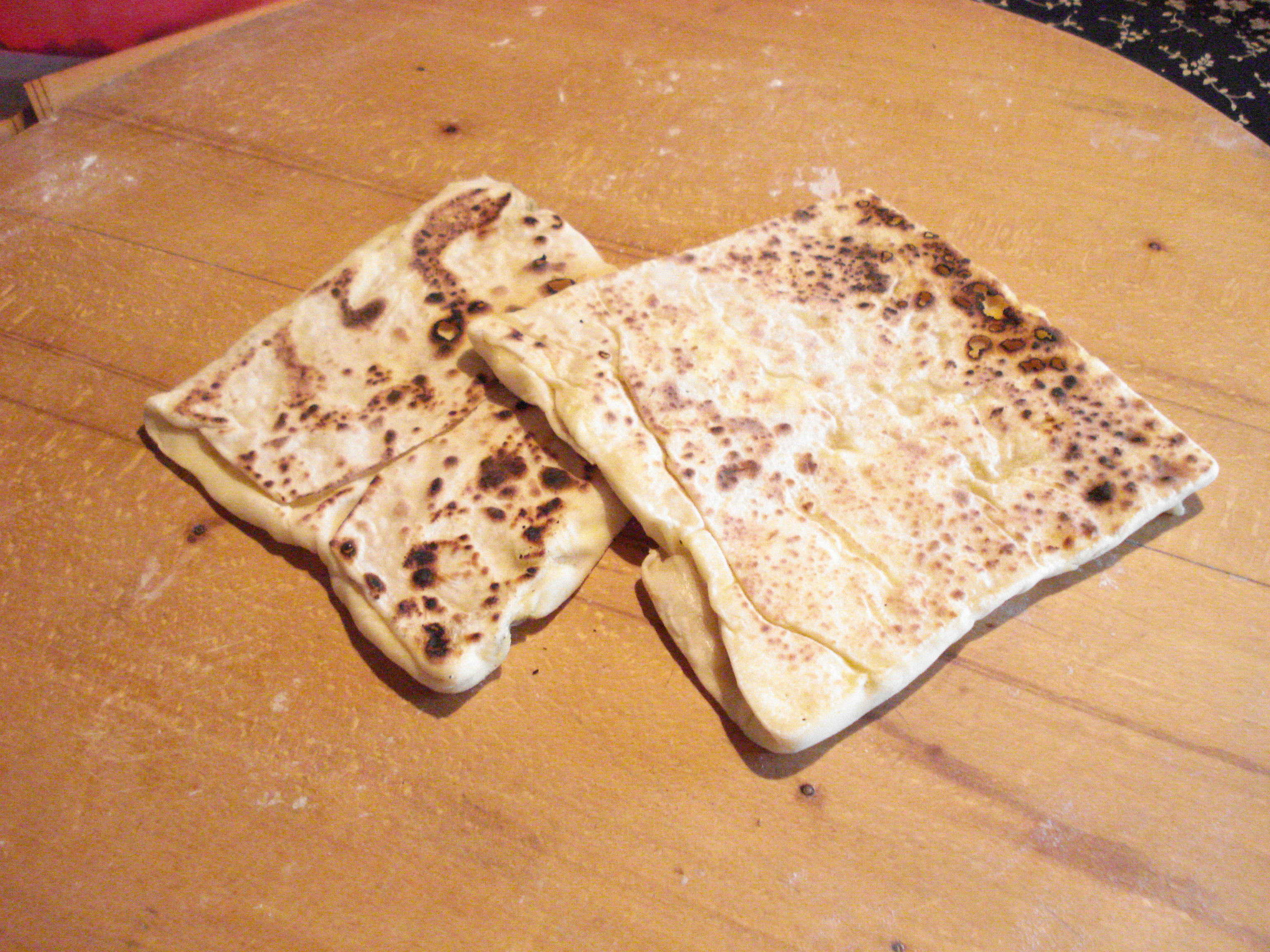
Gözleme.

Los gözleme, unas masas rellenas y hechas a la plancha, son una especialidad de la cocina de Turquía.
Son populares en todo el país como aperitivos o fast food y son comida callejera en Turquía.

## Preparación

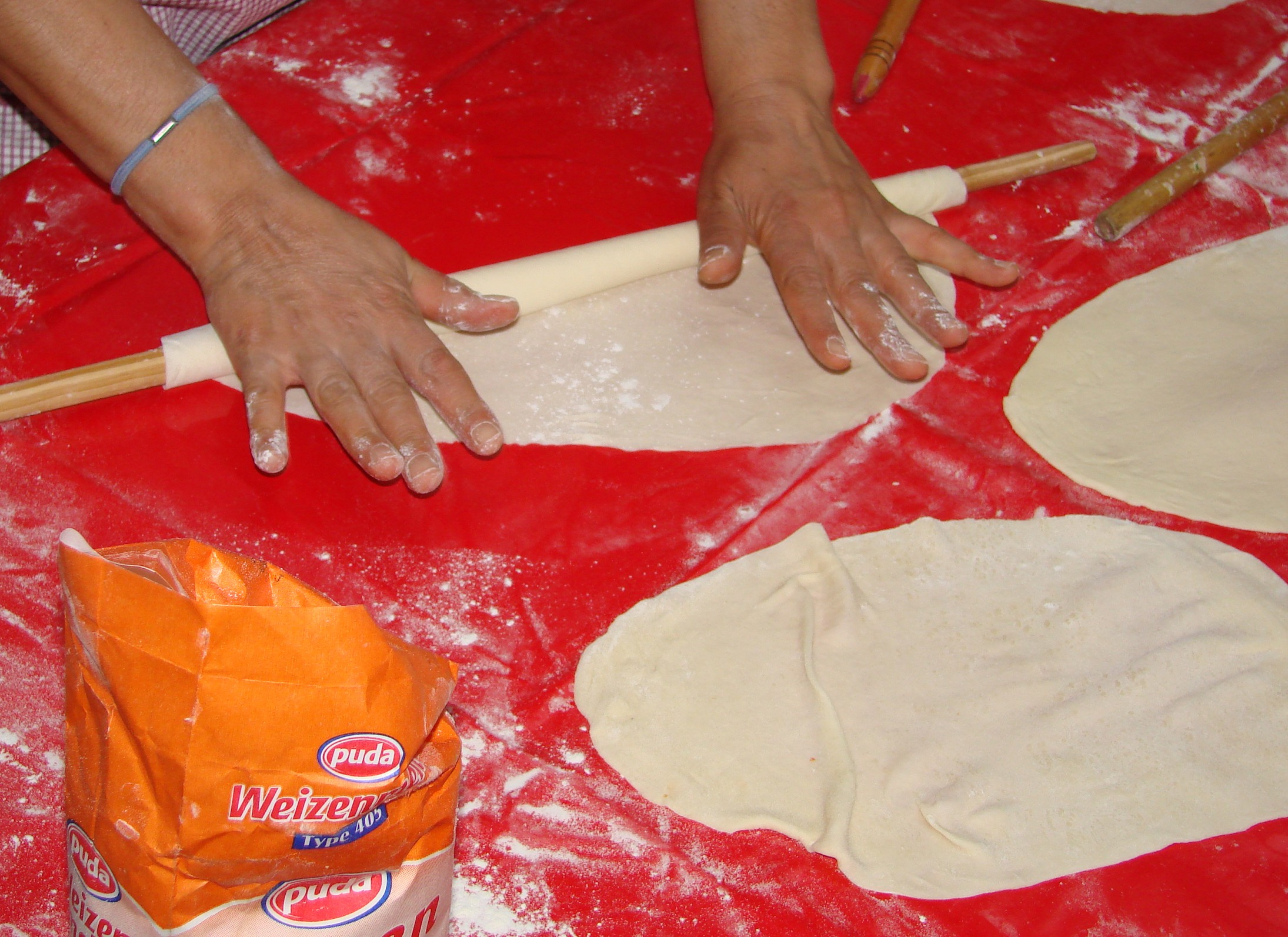
Abriendo la masa con una "oklava", para hacer gözleme.

La masa se prepara con harina, agua y sal (algunas recetas añaden un poco de levadura para mayor suavidad), formando bolas del tamaño de mandarinas. Tras dejarlas reposar bajo un trapo húmedo durante una media hora, las bolas se estiran con un palo de madera del grosor de un dedo, llamado oklava o un rodillo de amasar hasta obtener panqueques finos del tamaño de un plato, que se cubren con un relleno y se doblan por la mitad, presionando los bordes.
Los gözleme se cuecen con un poco de aceite de cocina, margarina o mantequilla sobre una plancha, llamado sac, grande y ligeramente convexa, con una fuente de calor o fuego debajo. En las casas se cuecen en una sartén. Tras unos cinco minutos se les da la vuelta, dejándose cocer otro tanto. Antes de servirlos se pintan por encima con mantequilla derretida.

## Variantes
Las variantes más populares son los peynirli (con queso blanco turco), ıspanaklı (con espinaca, patatesli (con patatas) y kıymalı (con carne molida), aunque cada vez salen nuevas opciones como con champiñones (mantarlı).
Los ingredientes como carne, patatas y espinacas se cocinan antes de rellenar la masa, con cebolla picada, aceite y condimentos.
En la variedad "peynirli" muchas veces se usa "çökelek", un queso blanco sin sal, en vez del clásico beyaz peynir, queso blanco (salado) turco. Estos se pican crudos grueso y se emplean como relleno, junto con hojas de perejil. 
- Datos: Q1031787
- Multimedia: Gözleme / Q1031787